# 板倉直人
板倉 直人（いたくら なおと、1979年10月18日 - ）は、日本のキックボクサー。東京都新宿区出身。身長181cm。スクランブル渋谷所属。「キック界の燃える闘魂」。
WPMF日本ウェルター級7位、元全日本ウェルター級3位。

## 経歴
2010年に行われたWPMF日本ウェルター級王座決定トーナメントでは優勝候補にも名前があがった。
2012年6月24日、メインイベントで基流・ザ・ビャーと対戦、ローキックが相手の下腹部に偶発的にヒットし、ドクターストップによるノーコンテストとなった。